# Lee Cook
Lee Cook (Londra, 3 agosto 1982) è un ex calciatore inglese, di ruolo centrocampista.